# Gorączka wiosenna
Gorączka wiosenna (ang. Recreation) – amerykański film niemy z 1914 roku, w reżyserii Charliego Chaplina.

## Opis filmu
Bezdomny włóczęga, grany przez Chaplina, wędruje po parku. Dołącza do niego dziewczyna, która wcześniej porzuciła pijanego marynarza. Gdy marynarz budzi się rozpoczyna się bójka.

## Obsada
- Charlie Chaplin – włóczęga
- Norma Nichols – dziewczyna
- Charles Murray – marynarz